# Paisagem de caça medieval no norte da Zelândia
Paisagem de caça medieval no norte da Zelândia é uma série de locais de caça e florestas ao norte de Copenhague inscrito no Patrimônio Mundial da UNESCO. A paisagem engloba três locais: Store Dyrehave, Gribskov e Jægersborg Dyrehave.

## Localização
As três florestas estão localizadas no norte da Zelândia, uma península ao norte de Copenhague. Jægersborg Dyrehave é a mais próxima da capital. Store Dyrehave localiza-se ao norte, no centro da península, enquanto Gribskov mais ainda ao norte, adjacente a Esrum Sø. Store Dyrehave e Gribskov não são longe do Palácio Frederiksborg e da cidade de Hillerød

## História

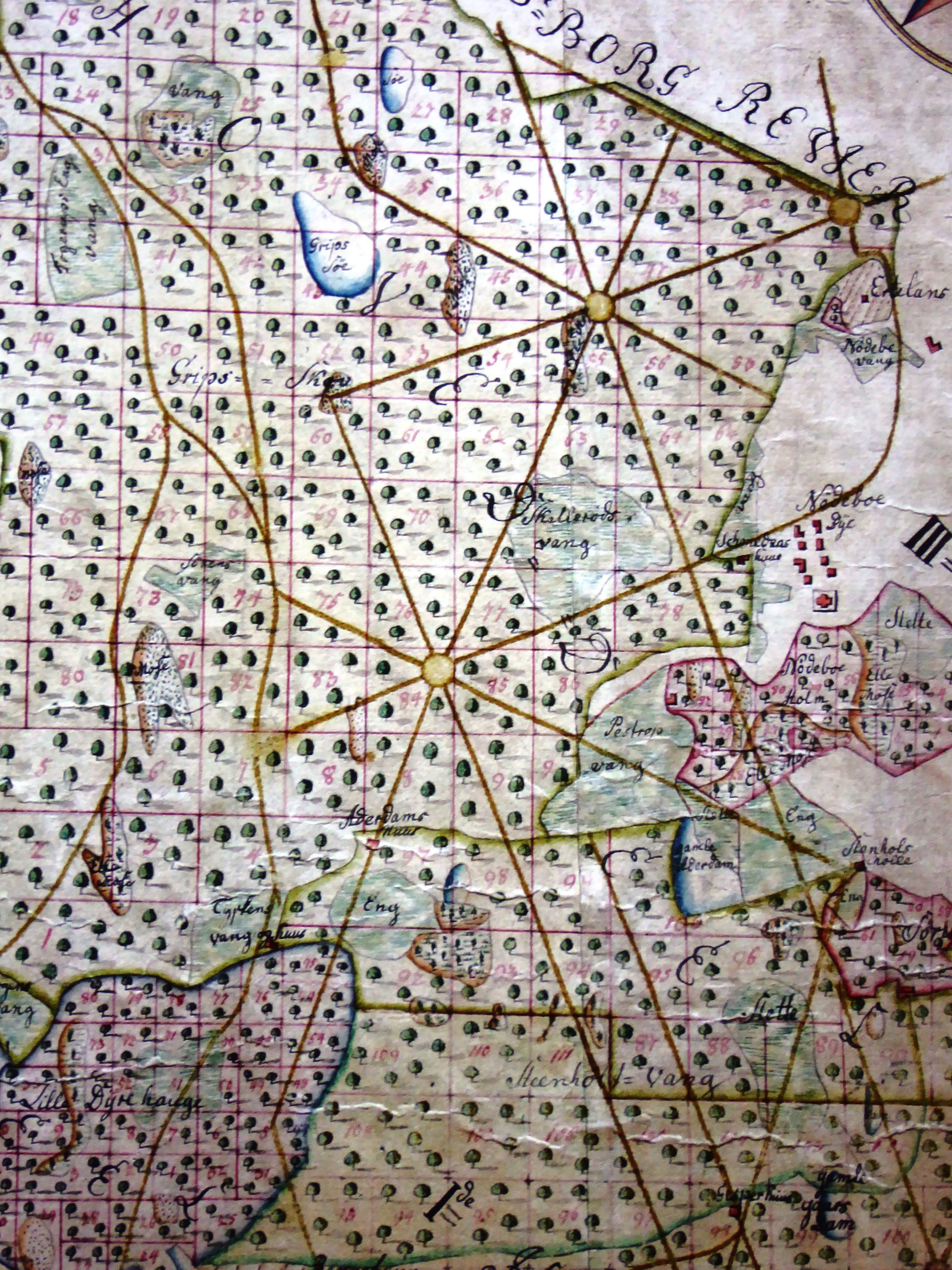
Detalhes de um antigo mapa

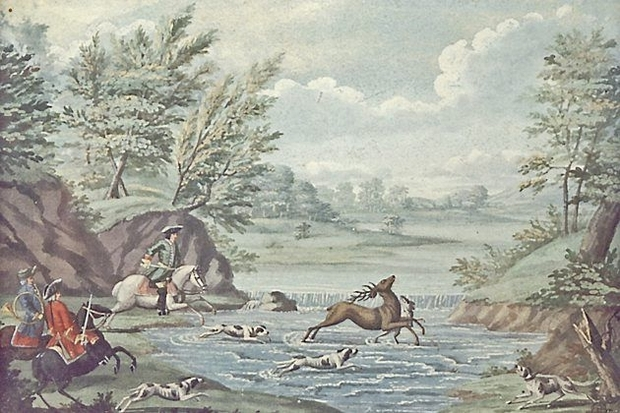
A região em 1750, aquarela feita por Johan Jacob Bruun.

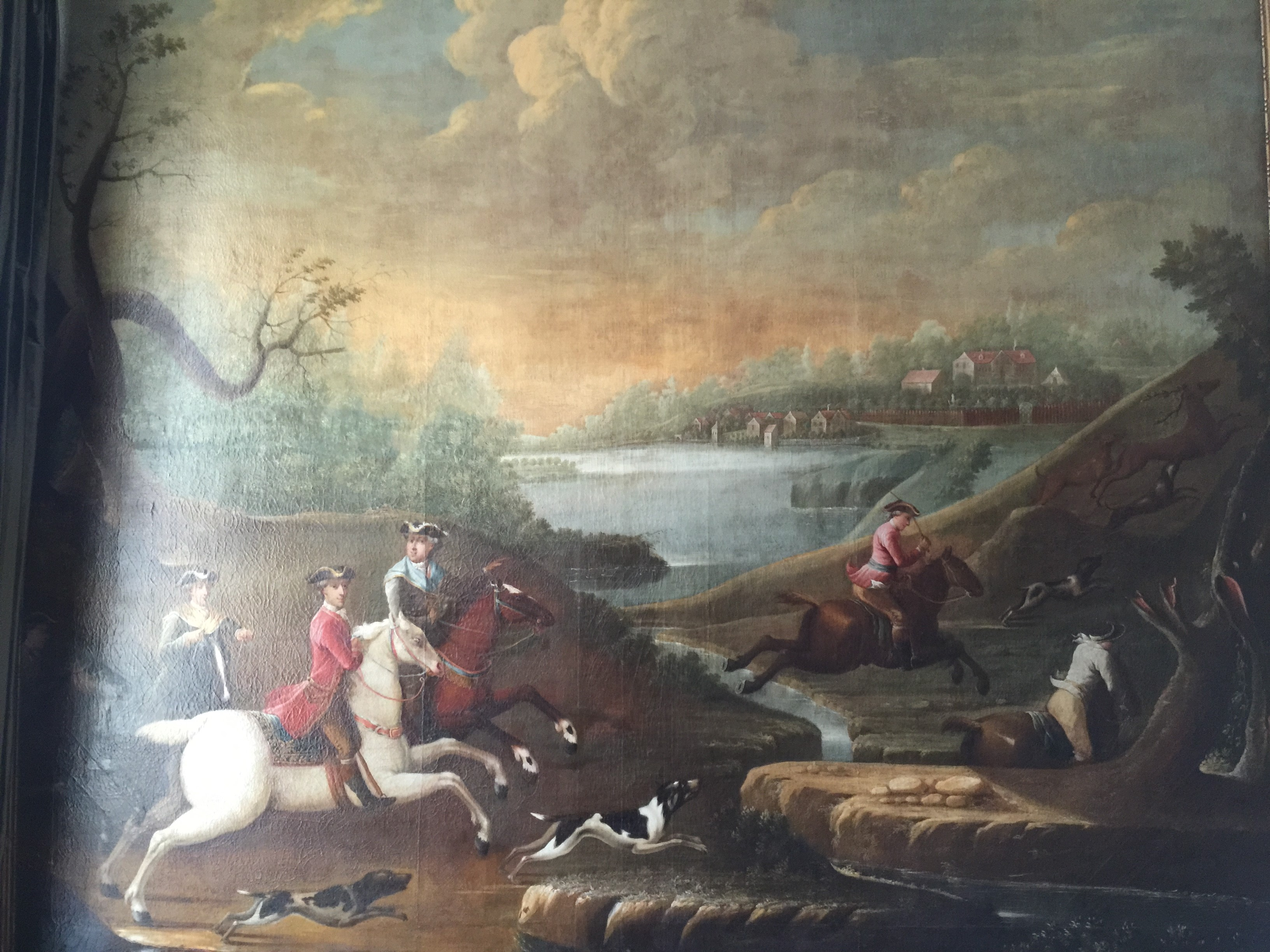
Rei Cristiano VII da Dinamarca em uma caçada

Ad florestas e as construções em três locais ao norte de Copenhague formam parte de uma bem preservada paisagem de caça barroca projetada entre o  final do Século XVII e início do Século XVIII para que os monarcas dinamarqueses participassem de caça medieval. A história da área para caças existe desde a Idade Média quando os reis dinamarqueses, a igreja e a nobreza tinham campos públicos de caça nas florestas da península e nas terras cultivadas. Em conexão com a Reforma Dinamarquesa, em 1536 o Rei Frederico II confiscou as terras pertencentes à Igreja Católica. A partir de 1560, as várias propriedades foram unidas a fim de estabelecer um parque real de caça extenso por toda a península da Zelândia. Mas foi o Rei Cristiano V que, em 1670 colocou seus exércitos para trabalharem na criação de um parque de caça medieval ao cervo nos arredores do Castelo Ibstrup. Durante sua juventude, o rei teve experiência com caça medieval na França, nas florestas de Saint-Germain-en-Laye. Daí ele importou cachorros e caçadores da Inglaterra, renomeando o castelo para Jægersborg (castelo do caçador) e a propriedade para Jægersborg Dyrehave (Parque de cervos Jægersborg).
Um dos mais importantes aspectos da caça medieval é prover uma base para demonstração do poder absoluto do monarca pelo desenvolvimento de estradas através da paisagem. O Norte da Zelândia inteiro foi padronizado com um sistema de estradas baseado em eixos Cartesianos consistindo de estrelas rodeadas por quadrados distintos. Postos de pedra indicam aonde as estradas levam. Tudo isso tem relação com o ideal barroco.
Interessantemente, a geometria ortogonal dinamarquesa dos sistemas de estradas foi uma melhoria no formato estrelado usado na França e Alemanha e fornece acesso igual a todas as partes da floresta.
O Parque Jægersborg não contem estradas em formato de estrela mas conta com a presença do chalé de caça real, inicialmente chamado de Hermintage oo Casa Hubertus. Em 1736, foi reconstruído no estilo barroco e renomeado como Ermitageslottet com uma bela visão da propriedade, do alto da colina.

## UNESCO
A UNESCO inscreveu Paisagem de caça par force no norte da Zelândia como Patrimônio Mundial por "demonstrar a aplicação dos princípios de paisagens Barrocas a áreas florestais"